# باريس لا ديفونس أرينا
باريس لا ديفونس أرينا هو ستاد متعدد الأستخدامات يقع في نانتير الضاحية الغربية لمدينة باريس، تم افتتاحه في أكتوبر 2017.